# Nogueira (Vila Nova de Cerveira)
Nogueira é uma povoação portuguesa do Município de Vila Nova de Cerveira que foi sede da extinta Freguesia de Nogueira, freguesia que tinha 2,30 km² de área e 315 habitantes (2011), e, por isso, uma densidade populacional de 137,0 hab/km².
A Freguesia de Nogueira foi extinta (agregada) pela reorganização administrativa de 2013, tendo o seu território sido agregado ao da Freguesia de Reboreda para criar a Freguesia de Reboreda e Nogueira.

## População
| Número de habitantes | Número de habitantes | Número de habitantes | Número de habitantes | Número de habitantes | Número de habitantes | Número de habitantes | Número de habitantes | Número de habitantes | Número de habitantes | Número de habitantes | Número de habitantes | Número de habitantes | Número de habitantes | Número de habitantes |
| -------------------- | -------------------- | -------------------- | -------------------- | -------------------- | -------------------- | -------------------- | -------------------- | -------------------- | -------------------- | -------------------- | -------------------- | -------------------- | -------------------- | -------------------- |
| 1864                 | 1878                 | 1890                 | 1900                 | 1911                 | 1920                 | 1930                 | 1940                 | 1950                 | 1960                 | 1970                 | 1981                 | 1991                 | 2001                 | 2011                 |
| 222                  | 219                  | 204                  | 195                  | 197                  | 213                  | 200                  | 209                  | 238                  | 231                  | 150                  | 204                  | 198                  | 242                  | 315                  |

(Obs.: Número de habitantes "residentes", ou seja, que tinham a residência oficial neste concelho à data em que os censos  se realizaram.)